# 亚当斯脱羧反应
亚当斯脱羧反应反应是化学反应，涉及香豆素的脱羧，其在第三位置具有羧酸基团。通过加热亚硫酸氢钠水溶液和浓氢氧化钠溶液实现脱羧